# Punkt kulminacyjny
Punkt kulminacyjny (od łacińskiego culmen, tj. wierzchołek – punkt najwyższego wzniesienia się, punkt szczytowy) – w utworze literackim moment, w którym konflikt, czyli napięcie sprzecznych dążeń bohaterów, ujawnia się w sposób najbardziej wyrazisty .
Punkt kulminacyjny jest jednym z zasadniczych składników akcji, w szczególności akcji dramatycznej. Zwykle poprzedza on bezpośrednio rozwiązanie akcji .